# 特里斯蒂納足球俱樂部
特里斯蒂納足球俱樂部（ Unione Sportiva Triestina ） 是意大利的一家足球俱樂部。主場設在意大利弗留利-威尼斯朱利亞大區城市的里雅斯特。俱樂部成立於1918年。俱樂部上一次參加意大利足球甲級聯賽則是在1958年。1994年，因俱樂部破產，所以被迫重建，并由Giorgio Del Sabato重新成立俱樂部。球隊的代表色是紅色和白色。主要的競爭對手是烏迪內斯、維琴察、威尼斯。